# Ctenospondylus
Ctenospondylus – rodzaj synapsyda z rodziny Sphenacodontidae
Żył w okresie późnego karbonu i wczesnego permu na terenach Ameryki Północnej. Jego szczątki znaleziono w USA (w stanach Ohio i Teksas).
Długość ciała ok. 3 m. Posiadał długi ogon. Jego czaszka była wąska; posiadała masywne szczęki. Był drapieżnikiem znajdującym się prawdopodobnie na szczycie łańcucha pokarmowego (z powodów swoich rozmiarów).
Był podobny do sfenakodona i dimetrodona, lecz różnił się od nich budową neuronowych kolców.
Gatunki rodzaju Ctenospondylus:
- Ctenospondylus casei
- Ctenospondylus ninevehensis